# 통영 염언상 묘
통영 염언상 묘(統營 廉彦祥 墓)는 대한민국 경상남도 통영시 정량동에 있는, 조선 중기의 무신 염언상(1552∼?)의 묘지이다. 1992년 10월 21일 경상남도의 기념물 제117호 선무원종공신 염언상묘로 지정되었다가, 2018년 12월 20일 현재의 명칭으로 변경되었다.

## 개요
조선 중기의 무신 염언상(1552∼?)의 묘지이다.
그는 어려서부터 군사에 관계된 서적을 꾸준히 읽었으며, 선조 25년(1592)에 임진왜란이 일어나자 이순신 장군의 휘하에 들어가 전쟁에 참여하였다. 임진왜란 최초의 해전인 거제 옥포대첩에서 적선 30여척을 격파하는 공을 세웠으며, 임진왜란 3대 대첩의 하나인 한산도 대첩에서도 공을 세웠다. 그후 이순신 장군이 모함을 받아 투옥되자 고향에 돌아와 의병들을 이끌고 남원 지방에서 활약하다가 권율 장군 휘하에서 활약하였다.
묘의 형태는 원형분이며, 입구에 '선무원종공신염언상사비(宣武原從功臣廉彦詳事蹟碑)'라고 적힌 비가 세워져 있다. 원종공신이란 국가나 왕실의 안정에 공적이 있는 자에게 내리는 칭호를 가리킨다.

## 같이 보기
- 염연상

## 참고 문헌
- 통영 염언상 묘 - 국가유산청 국가유산포털